# Nonthawat Bathong
Nonthawat Bathong (thailändisch นนทวัฒน์ บาทอง; * 23. Mai 2006) ist ein thailändischer Fußballspieler.

## Karriere
Nonthawat Bathong steht seit 2023 beim Rayong FC unter Vertrag. Der Verein aus Rayong spielt in der zweiten Liga, der Thai League 2. Sein Zweitligadebüt gab Nonthawat Bathong am 10. Dezember 2023 (15. Spieltag) im Heimspiel gegen den Kasetsart FC. Bei dem 2:0-Erfolg wurde er in der 89. Minute für Pongsakorn Takum eingewechselt. Die Saison 2023/24 wurde er mit Rayong Tabellendritter und qualifizierte sich somit für die Aufstiegsspiele zur ersten Liga. Hier konnte man sich gegen den Nakhon Si United FC durchsetzen und stieg in die erste Liga auf.